# 信谷定爾

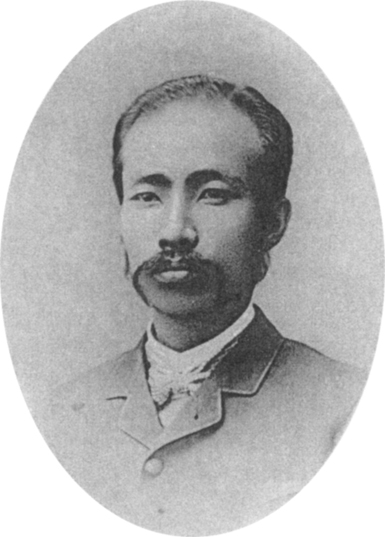
信谷定爾

信谷 定爾（のぶたに さだじ、1857年1月12日（安政3年12月17日） - 1893年（明治26年）11月9日）は、教育者。東京物理学講習所（後の東京物理学校、現在の東京理科大学）の創立者の一人である。下総国生実藩士。

## 経歴
- 1869年（明治2年） - 開成所（後に大阪南校）に入りフランス語を学ぶ。
- 1870年（明治3年） - 大学南校の貢進生に選ばれ、普通学と諸芸学を履修する。
- 1874年（明治7年） - 天文学科に移るが、廃止になり再び諸芸学科に戻る。
- 1875年（明治8年） - 諸芸学科の廃止により、東京大学仏語物理学科に入る。
- 1878年（明治11年）12月 - 東京大学仏語物理学科第1期卒業。
- 1881年（明治14年） - 東京物理学講習所の創立者の一人となる。
- 1885年（明治18年） - 東京物理学校維持同盟員となる。
上記のほか、東京大学助教授、陸軍士官学校教授を勤めた。